# Озаринецька волость
Озаринецька волость — історична адміністративно-територіальна одиниця Могилівського повіту Подільської губернії з центром у містечку Озаринці.
Станом на 1885 рік складалася з 8 поселень, 7 сільських громад. Населення — 6564 особи (3239 чоловічої статі та 3325 — жіночої), 1055 дворових господарств.
|                     | Площа, десятин | У тому числі орної, дес. |
| ------------------- | -------------- | ------------------------ |
| Сільських громад    | 6253           | 5343                     |
| Приватної власності | 4073           | 2858                     |
| Іншої власності     | 356            | 319                      |
| Загалом             | 10682          | 8520                     |

Поселення волості:
- Озаринці — колишнє державне та власницьке містечко при річці Немия за 11 верст від повітового міста, 1610 осіб, 39 дворів, 2 православні церкви, костел, синагога, 2 єврейських молитовних будинки, 3 постоялих будинки, 2 лавки, 2 водяних млини, свічковий завод, базари через 2 тижні. За 3 версти — цегельний завод.
- Борщівці — колишнє власницьке село при річці Немия, 908 осіб, 168 дворів, православна церква, постоялий будинок, бурякоцукровий завод.
- Воєводчинці — колишнє власницьке село при річці Дерло, 723 особи, 157 дворів, православна церква, постоялий будинок, водяний млин.
- Ізраїлівка — колишнє власницьке село, 633 особи, 118 дворів, православна церква, постоялий будинок.
- Конева — колишнє власницьке село, 499 осіб, 82 двори, православна церква, постоялий будинок, водяний млин.
- Садова — колишнє власницьке село при річці Дерло, 520 осіб, 108 дворів, православна церква, постоялий будинок, водяний млин.